# 산소 탱크

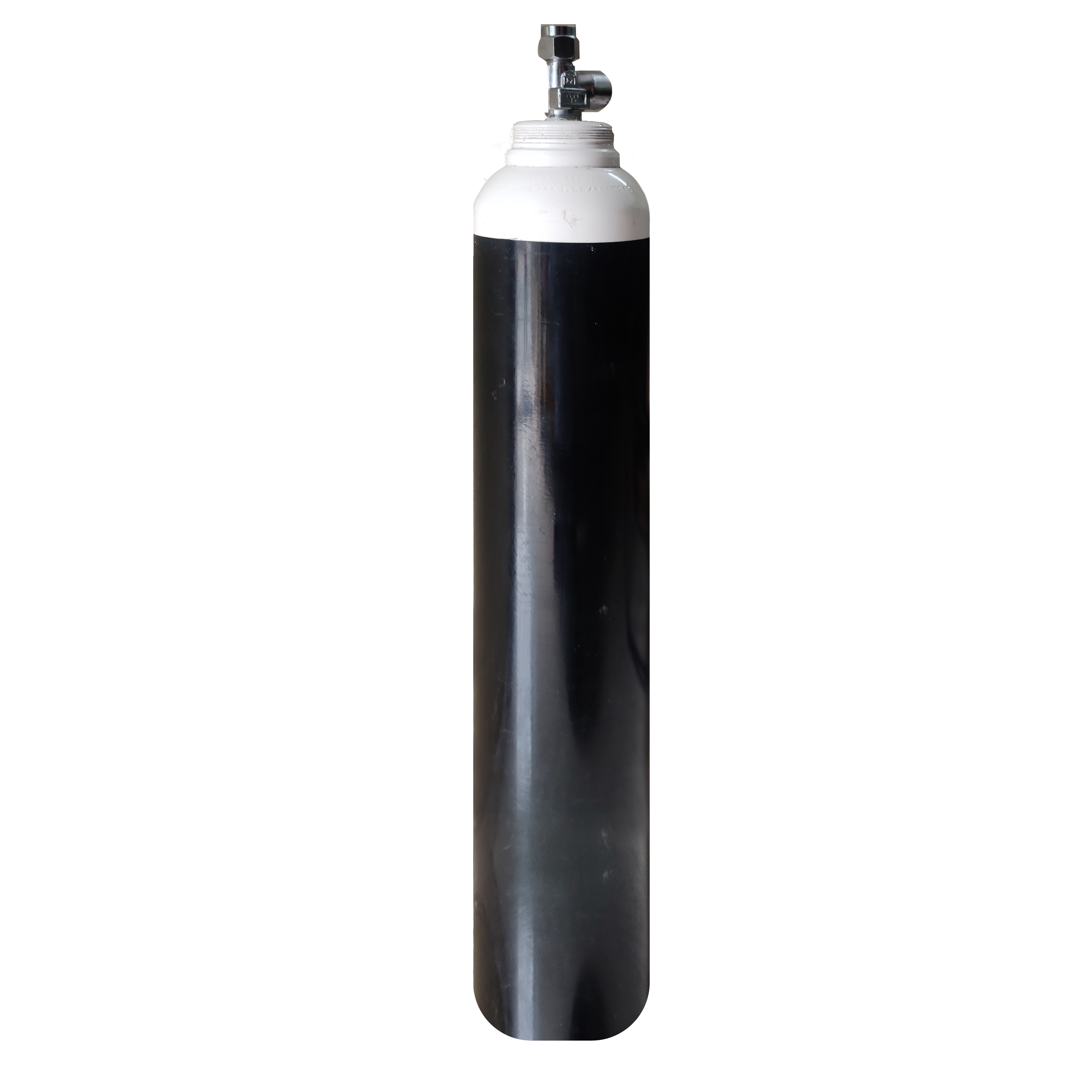

산소 탱크는 가스용기로 압착된 산소 용기, 저온 저장 탱크의 액체 산소 형태의 용기이다.

## 용도
산소 탱크는 다양한 용도로 사용된다.
- 의료시설과 집에서의 의료 목적의 호흡
- 산소 흡입
- 개방 회로 스쿠버 장비
- 산소 연료 용접 및 절단
- 로켓 엔진의 액체 연료 추진제
- 운동 후 회복을 위한 미식축구의 선수[1]

## 같이 보기
- 가스용기
- 보온병